# Salmijärvi (sjö i Finland, Norra Österbotten, lat 64,58, long 26,45)
Salminen eller Salmijärvi är en sjö i Finland. Den ligger i kommunen Muhos i landskapet Norra Österbotten, i den centrala delen av landet, 500 km norr om huvudstaden Helsingfors. Salmijärvi ligger 131,2 meter över havet. Arean är 25,3 hektar och strandlinjen är 3,58 kilometer lång. Sjön  ingår i Uleälvens huvudavrinningsområde.   I omgivningarna runt Salminen växer i huvudsak barrskog. Den sträcker sig 0,7 kilometer i nord-sydlig riktning, och 1,0 kilometer i öst-västlig riktning.